# Ángel Castellanos
Ángel Castellanos Céspedes (Miguelturra, 15 novembre 1952 – Granada, 2 gennaio 2024) è stato un calciatore spagnolo di ruolo difensore e centrocampista.

## Biografia
Morì a Granada il 2 gennaio 2024, all'età di 71 anni, dopo aver sofferto della malattia di Alzheimer per diversi anni.

## Carriera

### Club
Dopo gli esordi in gioventù con il CD Manchego, passò per una stagione al Sabadell. Nel 1972 si trasferì al Granada, dove militò per quattro stagioni in Primera Division, disputando 98 presenze e segnando 5 reti.
Nel 1976 passò al Valencia, dove rimase complessivamente per 10 stagioni, nelle quali disputò 275 partite e segnando 10 reti in massima serie, vincendo una Coppa del Re, una Coppa delle Coppe e una Supercoppa Europea. Chiuse col calcio giocato nel 1986.

### Nazionale
Esordì con la nazionale maggiore spagnola il 25 settembre 1974, contro la Danimarca, a Copenaghen. Giocò altre due partite con la maglia della Roja.

## Palmarès

### Competizioni nazionali
- Coppa di Spagna: 1

Valencia: 1978-1979

### Competizioni internazionali
- Coppa delle Coppe: 1

Valencia: 1979-1980
- Supercoppa UEFA: 1

Valencia: 1980